# Altarretabel (Wichmannsburg)

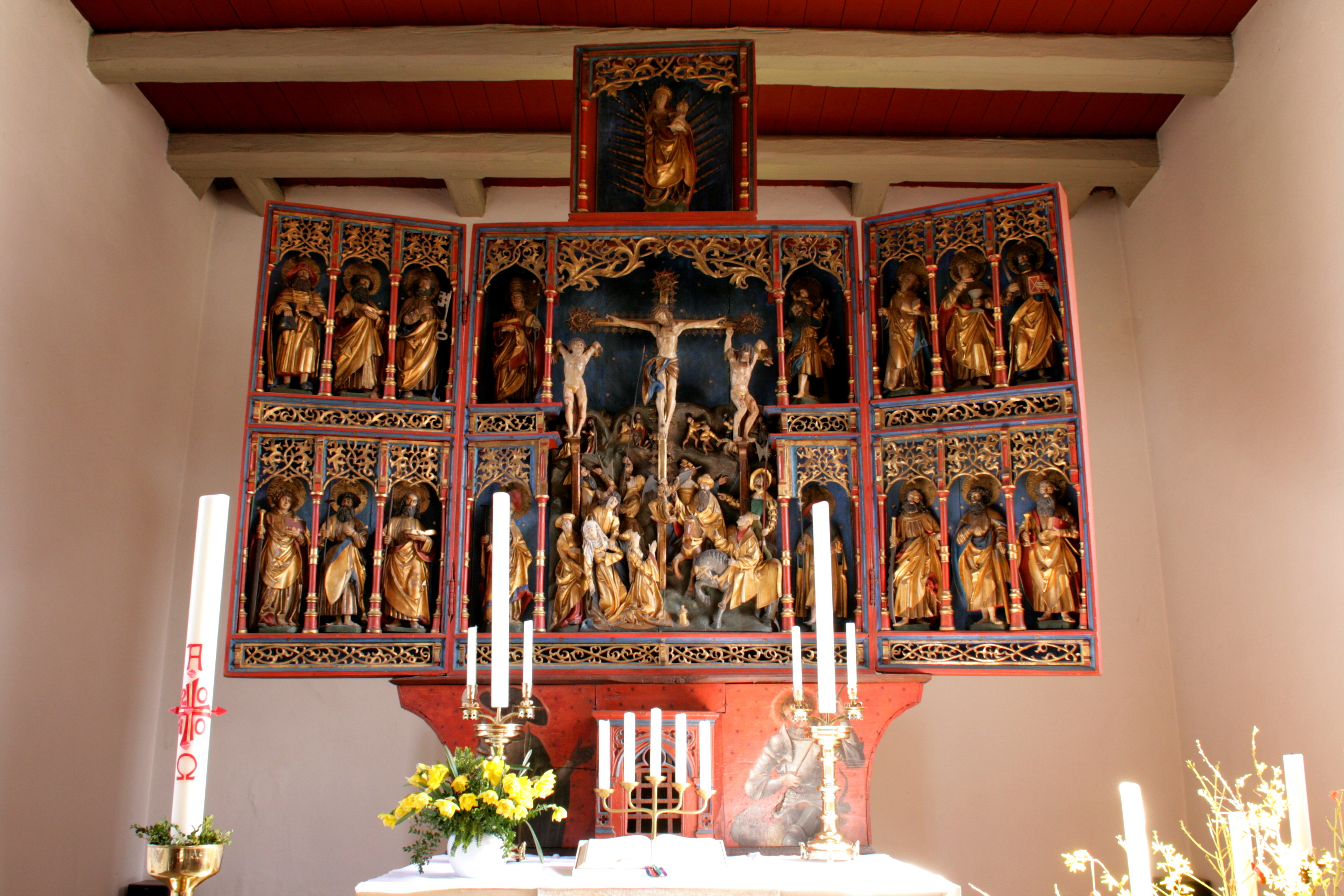
Wichmannsburger Altarretabel

Das Wichmannsburger Altarretabel ist ein gotischer Altaraufsatz aus dem frühen 16. Jahrhundert. Der Flügelaltar ist ein aus Holz hergestelltes Triptychon mit einer Predella und einem Aufsatz mit einem Marienbildnis. 
Das Retabel zählt zu den bemerkenswerten Werken in der Umgebung und gilt heute als Schmuckstück der St.-Georgs-Kirche im niedersächsischen Wichmannsburg.

## Geschichte

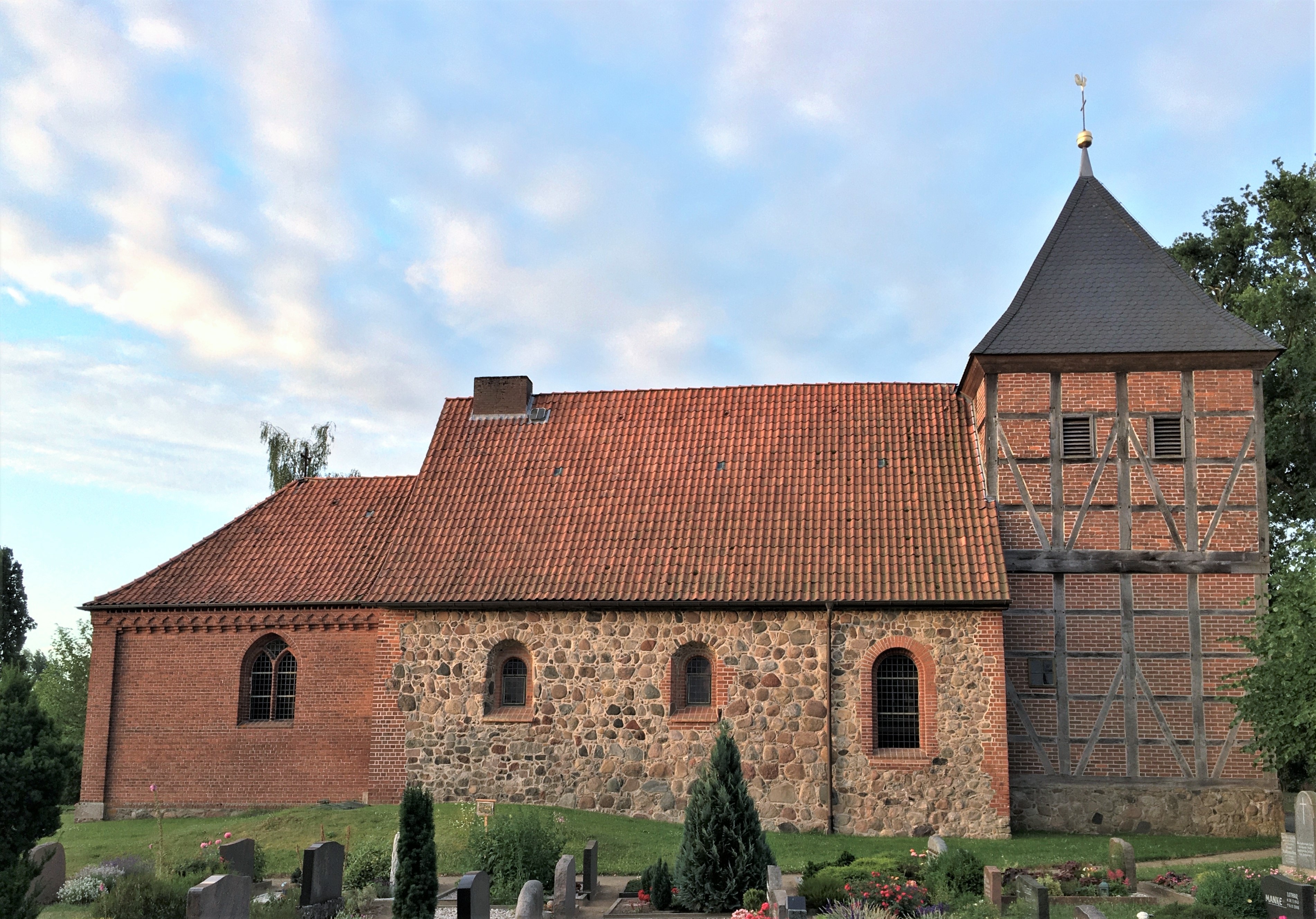
St.-Georgs-Kirche, heutiger Aufbewahrungsort des Retabels

Das Retabel wurde mutmaßlich aus Eichenholz geschnitzt
und in der ersten Hälfte des 16. Jahrhunderts geschaffen. Auf wen das Retabel zurückgeht, ist nicht belegt, vermutet wird jedoch Levin Storch.
Das Altarretabel wurde ursprünglich für das Kloster Medingen geschaffen. Es wird vermutet, dass es für die Nonnenempore der 1781 abgebrannten  Klosterkirche angefertigt wurde. Dabei könnte mit dem sogenannten Wichmannsburger Antependium gezielt die Bedeutung des Opfers in der Liturgie sowie anhand eines weiteren zugehörigen Leinwandantependiums die Rolle Marias im Heilsgeschehen hervorgehoben worden sein.
Das Retabel steht heute in der St.-Georgs-Kirche in Wichmannsburg, wobei nicht belegt ist, wann das Retabel nach Wichmannsburg gelangte.
Die Pfarrkirche in Wichmannsburg stürzte 1659 ein und wurde innerhalb eines Jahres erneuert. Das Retabel hätte bei dem Einsturz zumindest teilweise beschädigt werden müssen, weshalb das Retabel mit hoher Wahrscheinlichkeit zwischen dem Einsturz der St.-Georgs-Kirche 1659 und dem Brand der Klosterkirche in Medingen 1781 nach Wichmannsburg gebracht worden ist. Nachdem die Nonnenempore 1694 ein zeitgemäßes Retabel erhalten hatte, könnte das Kloster das Wichmannsburger Altarretabel anschließend an die St.-Georgs-Kirche, zu dessen Pfarre eine enge Beziehung bestand, abgegeben haben.

## Beschreibung
Das figurenreiche Retabel ist ein Flügelaltar mit Mittelschrein, zwei beweglichen Seitenflügeln, einem Aufsatz über dem Mittelschrein und einer Predella. Baldachinartige goldene Verzierungen schließen sämtliche einzelne Felder ab. Alle einzeln in einem Feld befindlichen Statuetten besitzen einen Hintergrund, auf dem der jeweilige Heiligenschein mit einem Schriftzug des Namens sowie ein Sternenhimmel dargestellt sind. Verschiedene Statuetten scheinen heute falsch platziert zu sein, was auf mehrere Restaurierungsarbeiten zurückzuführen ist. Ursprünglich besaß das Triptychon einen golden gemusterten Hintergrund, der durch den heutigen blau gefärbten Leinenstoffgrund mit Sternen ersetzt wurde.
Das Retabel ist durch eine von Claus Berg, Benedikt Dreyer und weiteren namentlich unbekannten Künstlern aus Süddeutschland entlehnten Formsprache, die in Norddeutschland weit verbreitet war, geprägt. Insgesamt betonen die Darstellungen des Retabels die Rolle der Sünderin Maria Magdalena. Sie wird als Zeugin der Kreuzigung in erster Reihe sowie als erste Person, die Jesus Christus nach der Auferstehung begegnet, gezeigt.

### Predella
Auf der kastenförmigen Predella befinden sich als Kniestück dargestellt links eine Malerei des heiligen Mauritius und rechts eine des heiligen Georg bei der Tötung des Drachens. Beide Figuren stehen vor einem Sternenhimmel. Mittig ist ein vergitterter Kasten mit Spitzbogenöffnung angebracht. Laut Karl Kayser handelt es sich bei dem Kasten um ein Sepulcrumbehältnis eines Märtyrers. Knochenreste oder Asche des Unbekannten haben sich allerdings nicht erhalten. Die spitzbogenförmige Öffnung des Sepulcrums wird von zwei Fialtürmchen gerahmt. Das Sepulcrum wurde bereits in der ersten Hälfte des 14. Jahrhunderts hergestellt und vermutlich direkt während der Entstehung des Retabels eingebaut, da der heilige Mauritius darauf zeigt. Das Sepulcrum der Wichmannsburger Predella ist ein typisches Beispiel der Aufbewahrung von Reliquien in Altaraufsätzen im Mittelalter.
Die Predella steht auf einem rechteckigen, aus Backstein hergestellten Altartisch, welcher zu breit für die Predella erscheint und deshalb vermutlich nicht dem ursprünglichen Altartisch des Retabels entspricht.

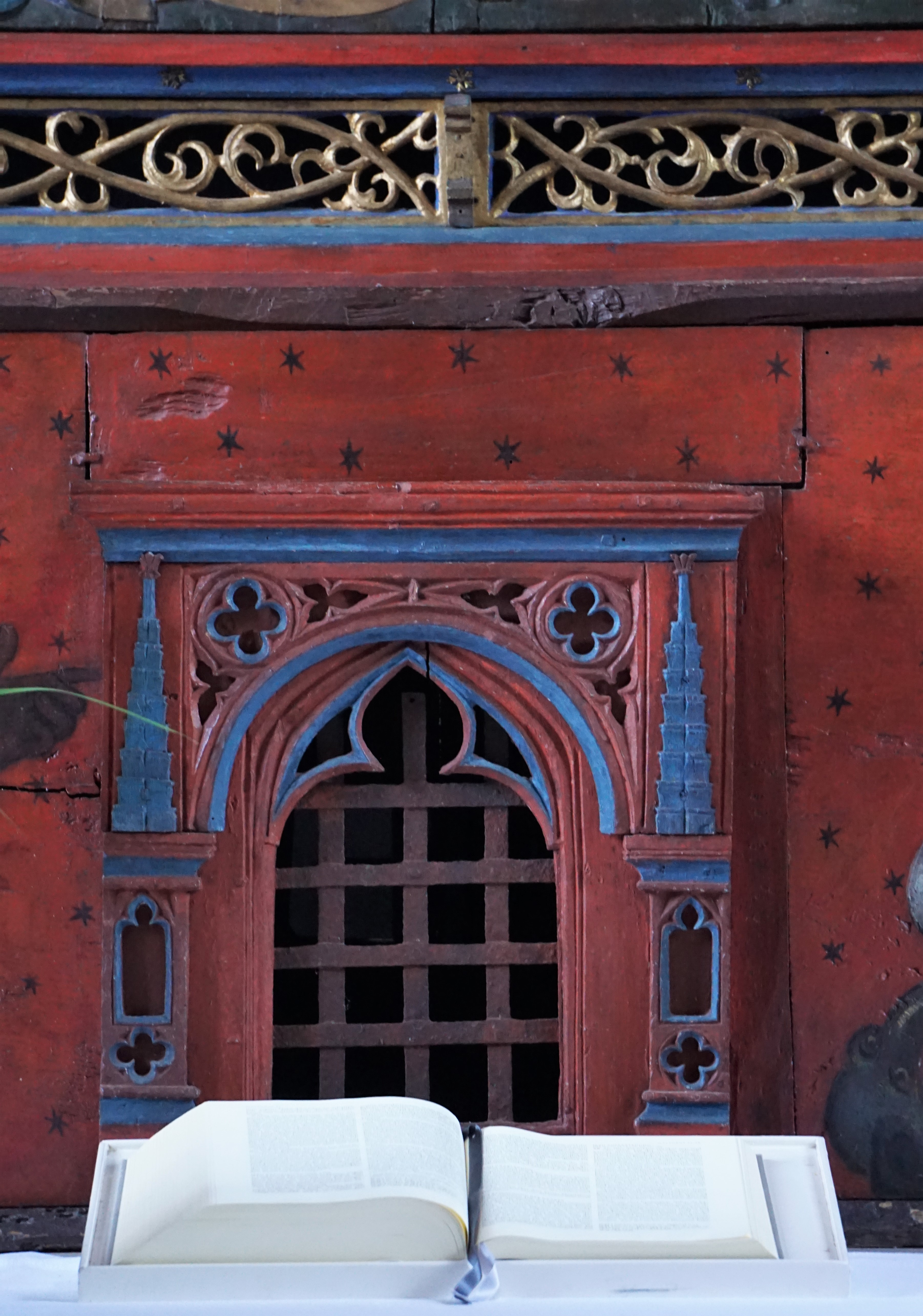
Sepulcrum an der Vorderseite der Predella

### Schrein
Der Altarschrein hat eine Höhe von 197 Zentimetern und eine Breite von 169 Zentimetern. Er gliedert sich in ein zentrales figurenreiches Mittelbild der Kreuzigung Jesu Christi sowie jeweils links und rechts in zwei übereinander stehende Statuetten in einzelnen Feldern.
Jesu Kreuz zwischen den beiden Schächern im Mittelbild ist mit Rosen geschmückt und ragt weit über der Szene empor. Am linken Kreuz hängt Dismas. Jesus trägt eine Dornenkrone. Das Mittelbild gliedert sich in Figurendarstellungen im Vordergrund, vier Szenen in einer plastischen Landschaft auf mittlerer Höhe des Bildes und einen darüber liegenden Sternenhimmel. Rechts im Vordergrund unter den Kreuzen sind mehrere Soldaten zu sehen, zwei von ihnen befinden sich auf einem Pferd. Einer der Soldaten zeigt mit gehobenem Finger auf Jesus. Links unter dem Kreuz stehen zwei Frauen, darunter Maria und der Apostel Johannes. Direkt unter dem Kreuz kniet Maria Magdalena. Neben ihr ist eine Salbendose dargestellt. Verdammte und Gläubige sind insgesamt klar in eine rechte und linke Seite getrennt. Auf halber Höhe enthalten die vier Szenen in der Landschaft von rechts nach links Judas an einem Baum hängend, die Verspottung Jesu durch Soldaten, Jesu Auferstehung mit erschrockenen Wächtern an seinem Grab sowie die Begegnung von Maria Magdalena mit Jesus nach seiner Auferstehung. Im Mittelbild sind fromme Männer bartlos dargestellt, wohingegen gottlose bärtig erscheinen.
Links und rechts des Mittelbildes stehen je zwei Heilige übereinander. Links ist Ambrosius von Mailand über Laurentius von Rom zu sehen. Rechts oben steht Christophorus mit dem Christkind auf seinen Schultern. Darunter befindet sich der heilige Sebastian.

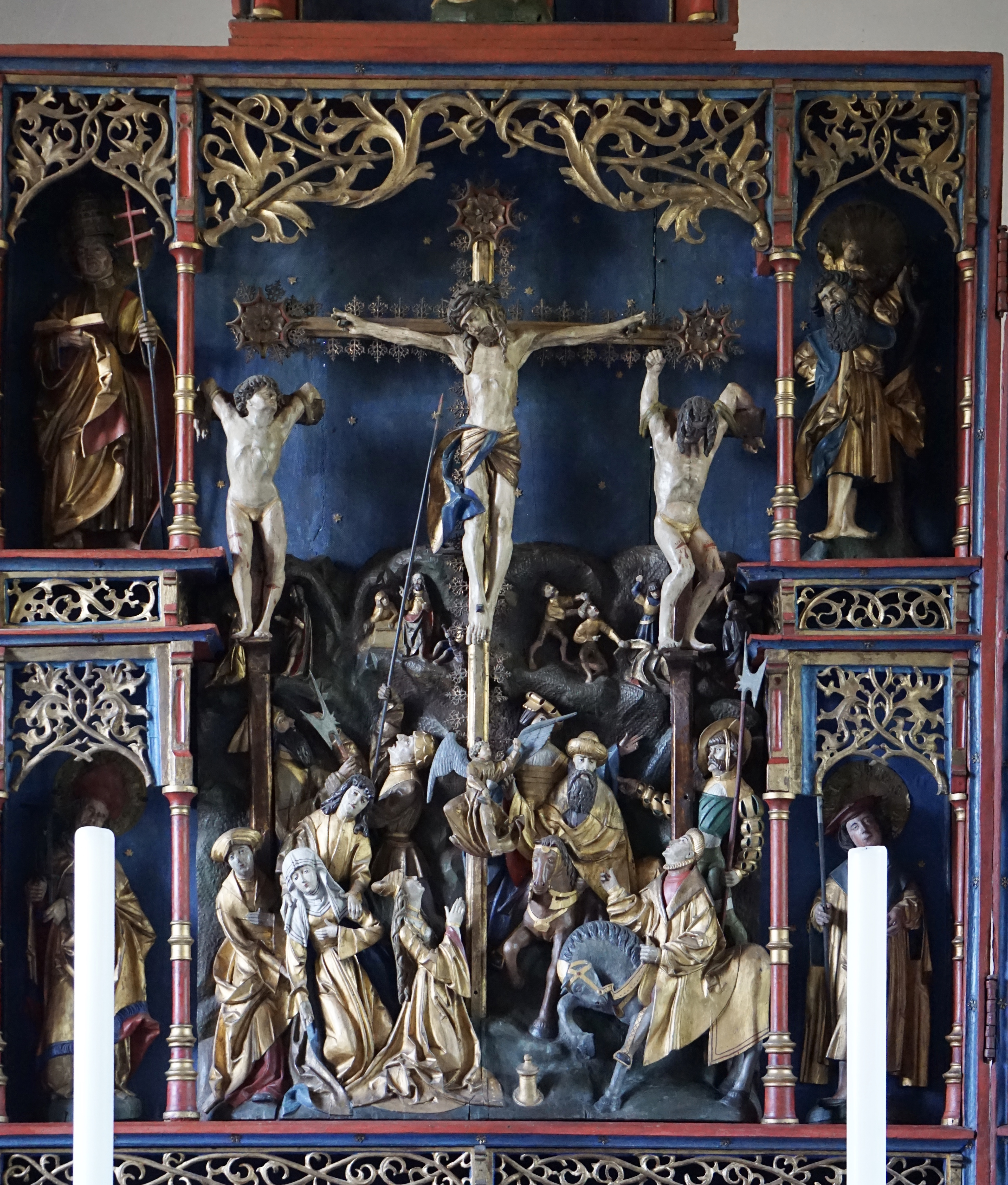
Mittelteil
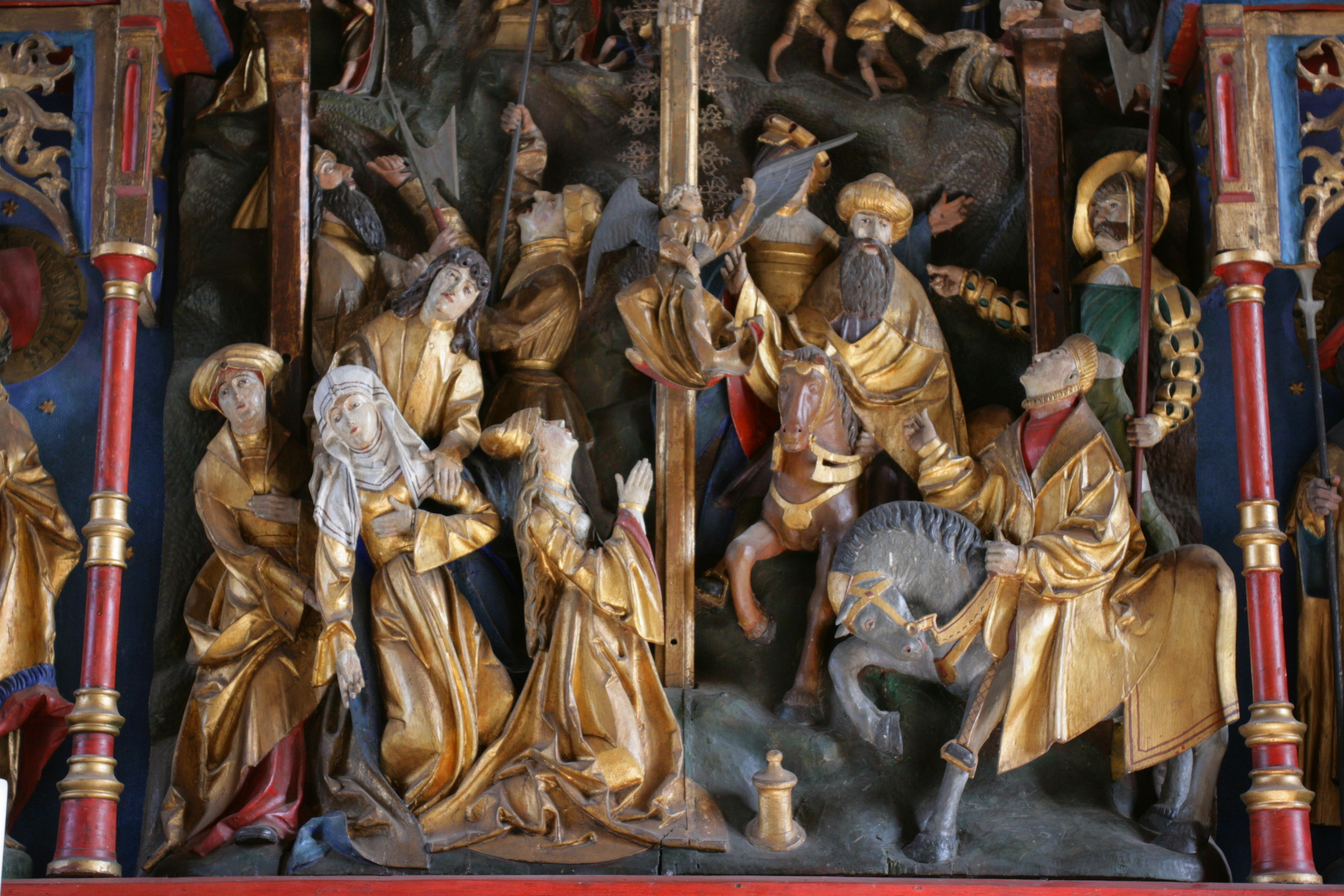
Vordergrund des Mittelbildes

### Seitenflügel
Die Seitenflügel enthalten jeweils sechs Apostel, wobei je drei Apostel in einem oberen und unteren Register dargestellt sind. Die Apostel werden durch kleine Säulen getrennt, die ein baldachinartiges Schnitzwerk tragen. Die Rückseiten der Seitenflügel weisen keine Bemalungen auf.
Im linken Flügel stehen im oberen Register von links nach rechts Jakobus der Ältere, Andreas und Petrus. Im unteren Register befinden sich Thomas, Philippus und Jakobus der Jüngere. Der obere Register des rechten Seitenflügels enthält Paulus, Johannes und Bartholomäus. Im unteren Register des rechten Seitenflügels stehen schließlich von links nach rechts Simon Zelotes, Matthäus und Judas Thaddäus.

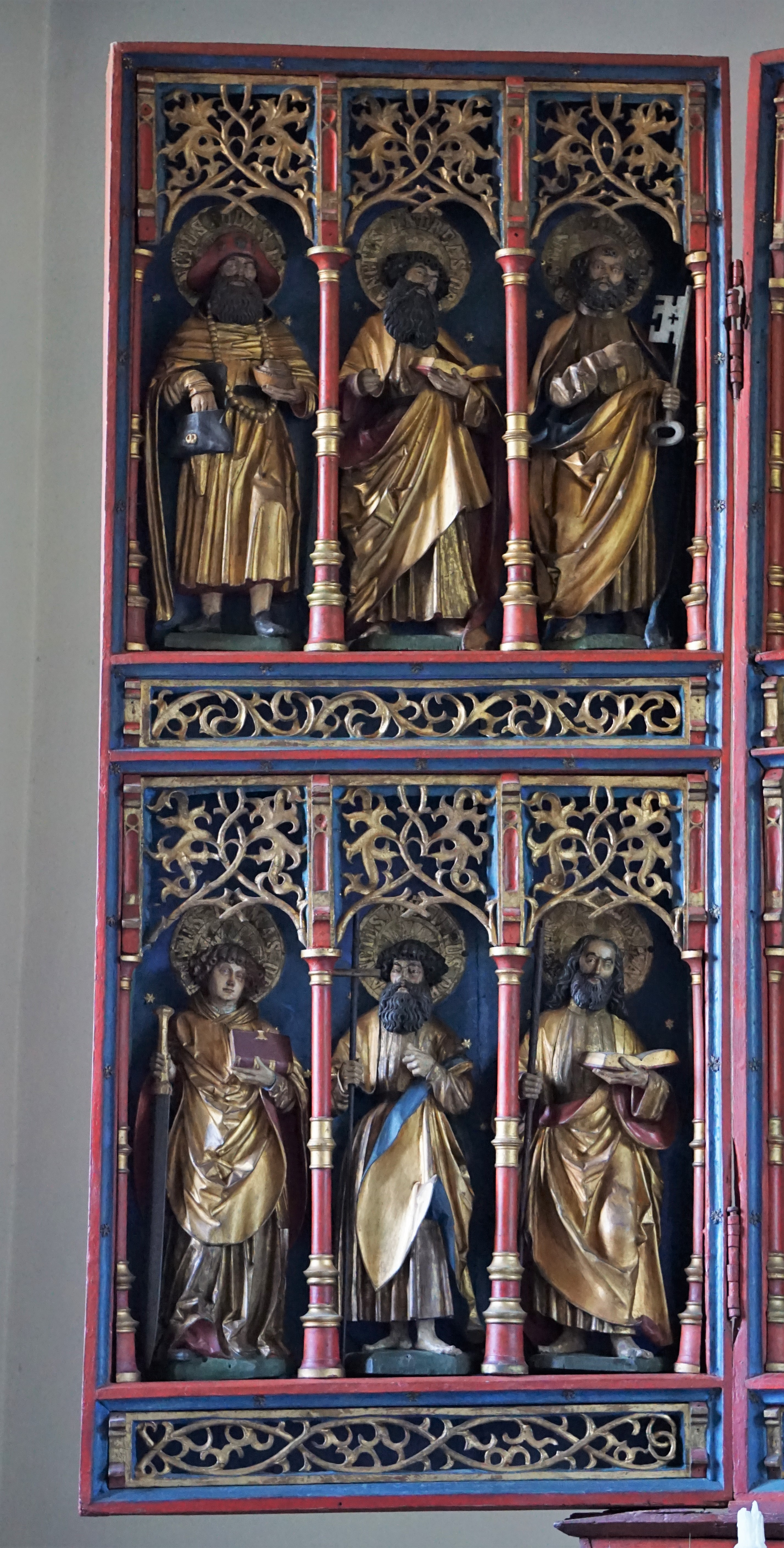
Linker Seitenflügel
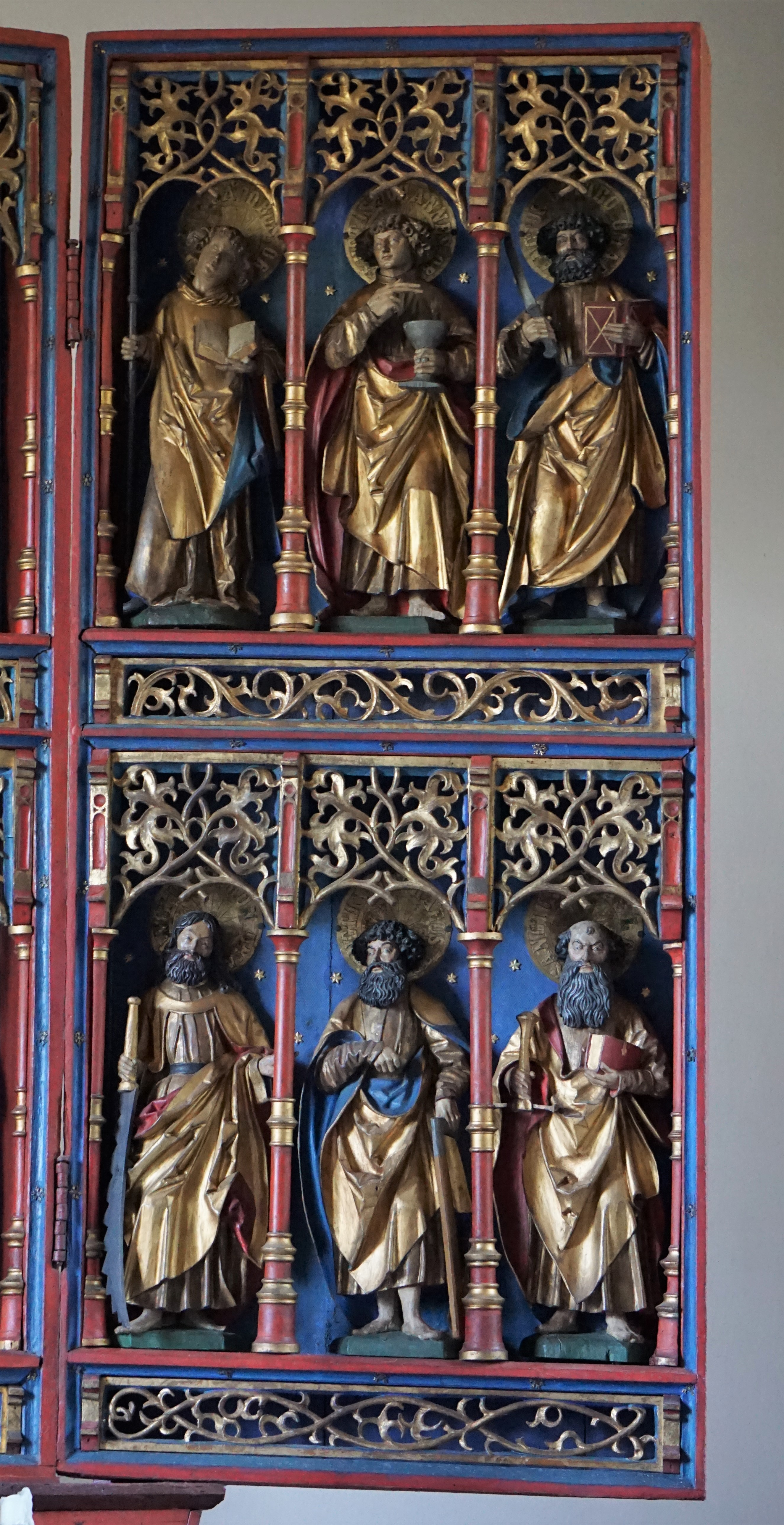
Rechter Seitenflügel
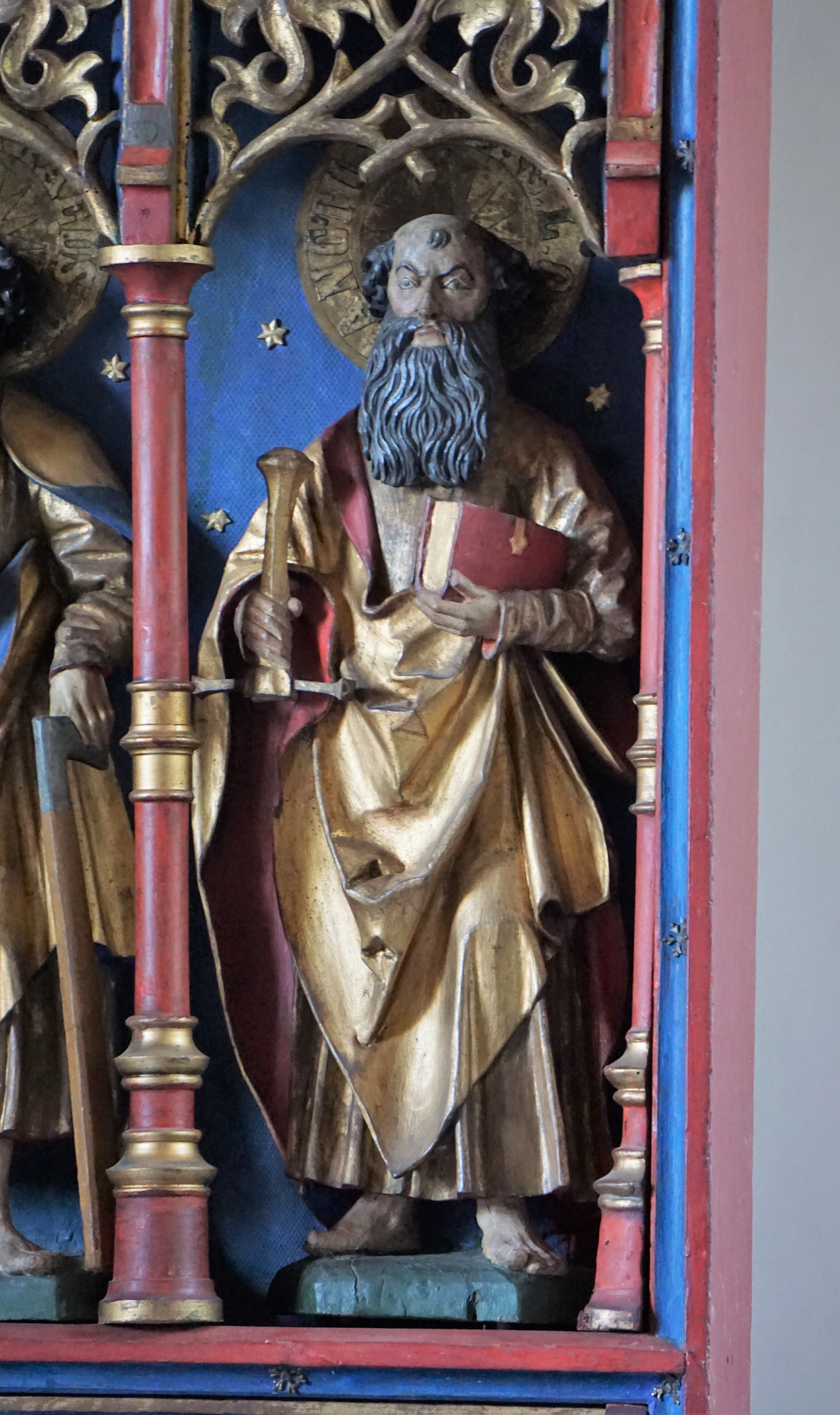
Judas Thaddäus im rechten Flügel

### Aufsatz
Auf dem Schrein steht in rechteckiger Umrandung unter einem Baldachin Maria als Mondsichelmadonna mit dem Jesuskind auf dem Arm. Sie ist von einem Strahlenkranz vor einem Sternenhimmel umgeben und hält ein Zepter in der Hand.

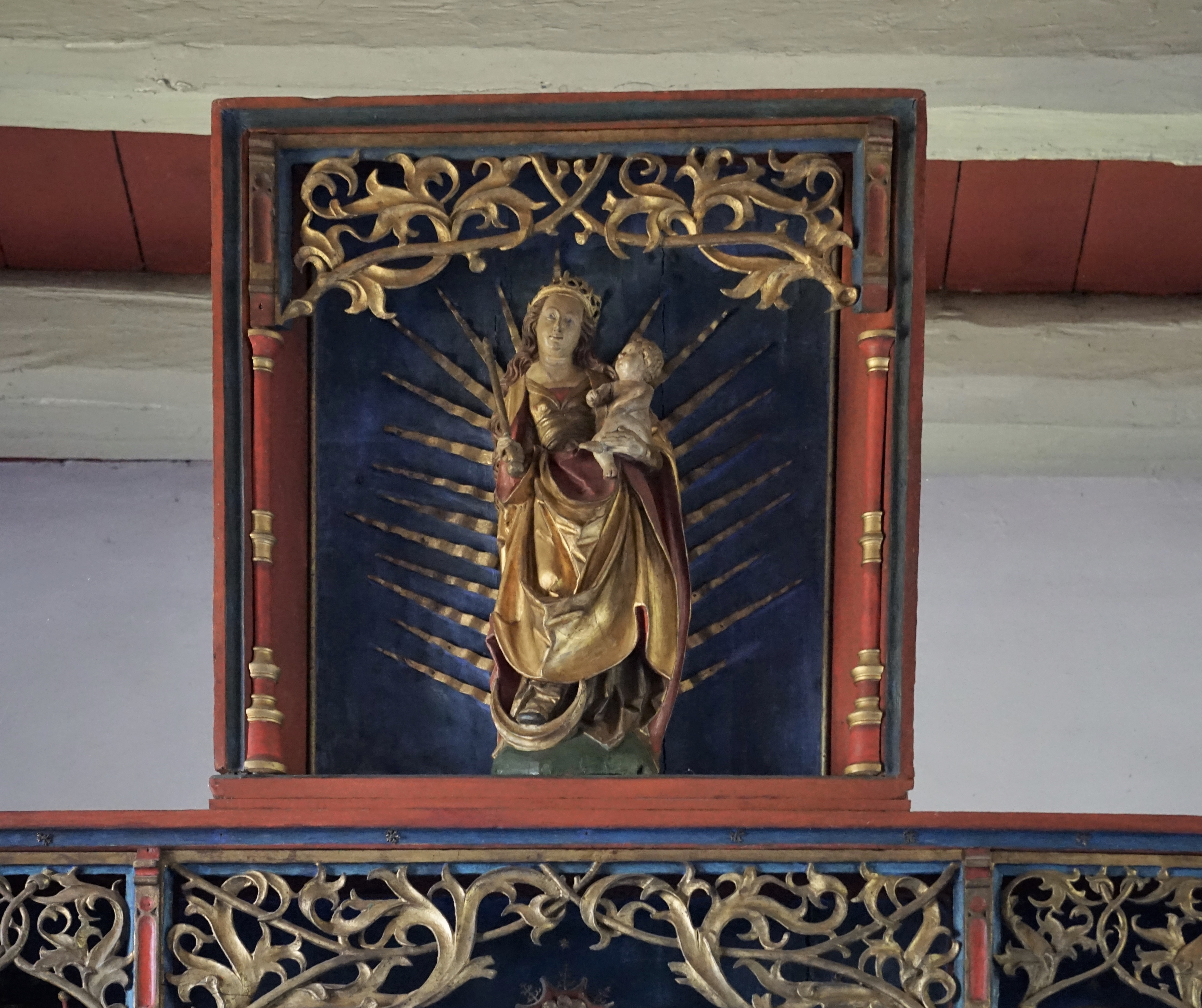
Aufsatz mit Marienbildnis